# Акватинта
Акватинта (фр. aquatinte, енгл. aquatint) је графичка техника дубоке штампе, при којој се плоча обрађује хемијским путем.

## Историјат
Творцем ове технике сматра се Жан-Батист Ле Пренс (1734—1781), који је по први пут представио 29 листова рађених овом техником на Салону 1769. године. Техника постаје брзо популарна, посебно у Француској, где се појављују вишебојни листови високог техничког савршенства.
Као изузетног представника ове технике можемо навести Франциска Гоју (1746—1828), са његовим познатим циклусом „Ужаси рата“. Гојине акватинте су настале према добро простудираним цртежима лавираним тушем, а њихова изражена гранулација је важан ликовни чинилац њихивог обликовања. Међу савременијим уметницима, овом техником су се користили и Камиј Писаро (1830—1903), Жорж Руо (1871—1958) или Џони Фридландер (1912—1992).

## Принцип
Да би се правилно извела техника акватинте потребно је матрицу (металну плочу) прво добро исполирати и углачати. Након тог процеса она се премазује смјесом смоле и колофонијума. Oва врста прашине којом се посипа плоча која се затим подвргава топљењу, а затим деловању киселине производи велике тонске нијансе. Могуће је извршити покривање светлијих делова графике битуменском превлаком, На тај начин се продужује процес нагризања плоче и постиже све јачи степен затамњења. 
По својој изражајности, акватинта подсећа на технику лавирања.